# Джякурен
Джякурен (寂蓮) (1139 — 1202) — японський буддійський чернець та поет. Відомий також як Фуджівара но Саданаґа (藤原定長).
Його усиновив Фуджівара но Тошінарі після смерті свого молодшого брата. Спочатку планувалося, що Саданаґа буде єдиним спадкоємцем, але згодом у Тошінарі народилося двоє власних синів і тому Саданаґа змушений був поступитися на користь Фуджівара но Садаїе. За звичаями того часу Садаґава став ченцем і взяв собі релігійне ім'я Джякурен. Наслідуючи Сайґьо, він подорожував країною, складаючи вірші про свої мандри. Його вірші високо цінувалися і їх ставили в один ряд зі творчістю Фуджівара но Садаїе.
Садаґава був одним з шести укладачів антології "Шін кокін вака-шю", куди увійшло 35 його віршів. Ще один вірш було включено у збірку "Сто поетів — сто пісень".
Незадовго до своєї смерті він усиновив Фуджівара но Ієтака, учня Тошінарі.